# Eberhard Jung
Eberhard Jung (* 20. April 1863 in Steinbrücken (Dietzhölztal); † 1953 ebenda) war ein deutscher Gruben- und Hüttenbesitzer sowie Abgeordneter des Provinziallandtages Hessen-Nassau.

## Leben
Eberhard Jung war ein Sohn des Gruben- und Hüttenbesitzers Friedrich Jung (1820–1902) und dessen Ehefrau Adelheid Hellwig (1841–1929). Seine jüngere Schwester Julie (1864–1942) war mit dem Hüttenbesitzer und Politiker Carl Grün verheiratet.
Er heiratete am 31. März 1892 Frieda Conrad (1871–1937, Tochter des Julius Conrad, Geschäftsführer der Eiselshäuser Hütte). Aus der Ehe stammte die Tochter Frieda (* 1894), die mit dem Landrat des Kreises Oldenburg in Holstein Ernst Poel verheiratet war.
1887 übernahm Eberhard die Leitung der Burger Eisenwerke (Burger Hütte). Ein Jahr später erwarb sein Onkel Gustav August Jung die Aktienmehrheit, wandelte das Unternehmen in eine GmbH mit einem Stammkapital von 1.080.000 Mark um und setzte Eberhard als alleinigen Vorstand ein.
1934 schied er nach über 47-jähriger Tätigkeit aus, als das Unternehmen von Carl Grün (1890–1951) übernommen wurde. Dieser war ein  Sohn des Carl Grün, der mit seiner Schwester Julie verheiratet war.
Eberhard betätigte sich politisch und erhielt 1917 ein Mandat im Kommunallandtag Nassau des preußischen Regierungsbezirks Wiesbaden und im Provinziallandtag Hessen-Nassau. 